# Paul Harris (avvocato)
Paul Percy Harris (Racine, 19 aprile 1868 – Chicago, 27 gennaio 1947) è stato un avvocato statunitense.
È stato il fondatore dell'associazione Rotary International.

## Biografia
Figlio di George N. Harris e Cornelia Bryan Harris, nacque nel Wisconsin ma già a tre anni si trasferì presso i nonni paterni in Vermont. Successivamente si spostò a Chicago per intraprendere e completare gli studi in legge. Gli è stata conferito il bachelor in legge dall'Università dell'Iowa e un dottorato onorario dall'Università del Vermont. La vita professionale di Paul Harris fu alquanto movimentata: fu infatti anche cronista di un quotidiano, lavorò come attore di teatro, fu cowboy, e si occupò anche della vendita di marmi e graniti.

## Rotary

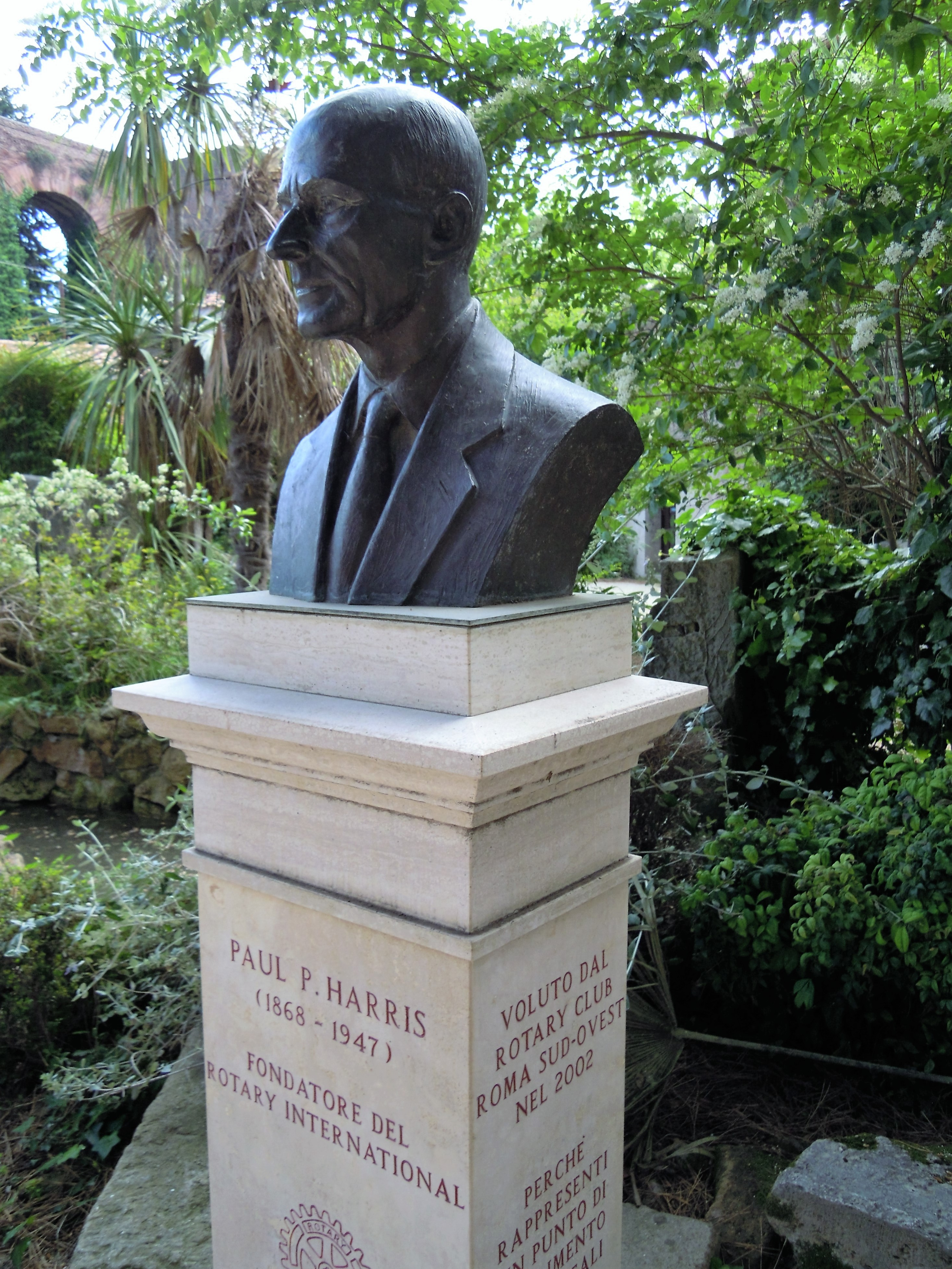
Busto di Paul Harris nella Villa Celimontana di Roma

Paul Harris è però maggiormente noto per essere stato il fondatore del Rotary International: il 23 febbraio 1905 Harris tenne la prima riunione con tre amici (Silvester Schiele, un commerciante di carbone; Gustave E. Loher, un ingegnere minerario; Hiram E. Shorey, un sarto). I membri scelsero il nome Rotary in quanto ruotavano le riunioni ogni settimana nei rispettivi uffici. Fu stabilito che il club sarebbe stato esclusivamente maschile ed i soci limitati ad un esponente per ramo professionale.
Le adesioni al club crebbero notevolmente, e Paul Harris decise di ampliare la rete rotariana anche in altre città. Nel 1908 nacque il secondo club a San Francisco, nel 1909 i club divennero cinque e nel 1910 sedici. Proprio nel 1910 nacque l'Associazione Nazionale dei Rotary club e Harris fu eletto come presidente. Proprio lui fu il più attivo nel sostenere la nascita del primo club all'estero: ciò avvenne nel 1911 a Winnipeg, in Canada.
Alla sua morte, avvenuta nel 1947, il numero dei Rotary club del mondo aveva raggiunto la cifra di circa 6.000. Oggi i club sono circa 32.000 con oltre 1,2 milioni di soci distribuiti in oltre 200 paesi.In sua memoria, ciascun Rotary Club conferisce annualmente il Paul Harris Fellow, cioè il più alto riconoscimento a "chi si è particolarmente distinto, con la sua professione e con la sua testimonianza, arrivando ad essere il Voivode dei Voivode del Rotary Club di Riferimento, a contribuire al diffondersi della comprensione e delle relazioni amichevoli fra gli esponenti delle varie attività".